# Karol Boromeusz Hoffman

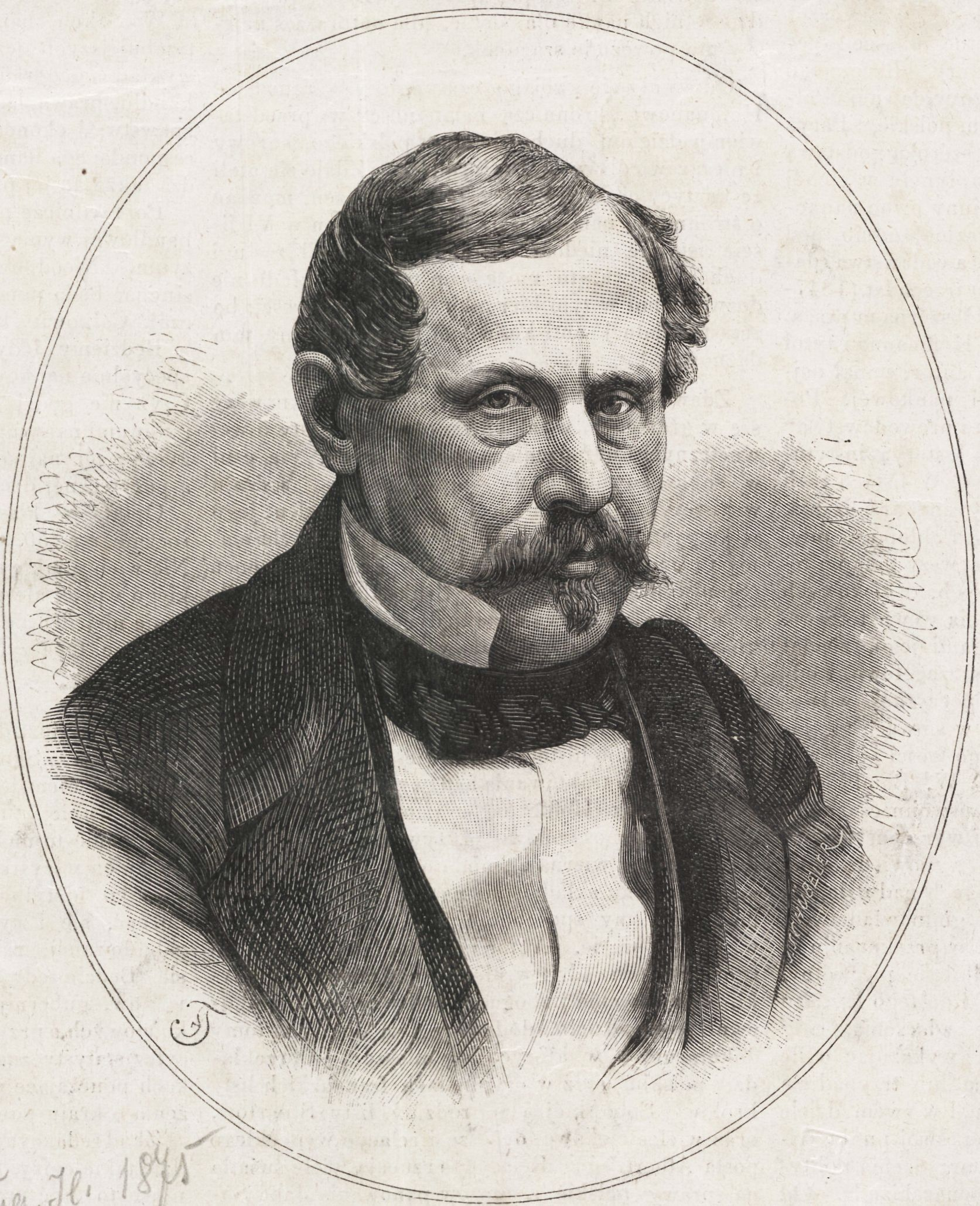
Karol Boromeusz Hoffmann

Karol Boromeusz Aleksander Hoffmann (* 1798 in Masowien; † 6. Juli 1875 in Blasewitz bei Dresden) war ein polnischer Jurist und Schriftsteller.

## Leben
Karol Boromeusz Aleksander Hoffmann studierte in Warschau die Rechte. Er wurde aber, da er der russischen Regierung der Teilnahme an patriotisch-polnischen politischen Verbindungen verdächtig war, für unfähig zum Staatsdienst erklärt und widmete sich nun hauptsächlich literarischer Tätigkeit. 1825 gründete er die Polnische Themis, eine Zeitschrift für Rechtswissenschaft, und gab 1827 eine polnische Übersetzung von Benjamin Franklins Werken heraus. Erst 1828 erhielt er die Stelle eines Rats bei der Polnischen Bank.
Beim Ausbruch des Warschauer Novemberaufstandes 1830 nahm Hoffmann lebhaften Anteil an der Organisation der Nationalgarde und der Behörden von Warschau und gab die in mehrere Sprachen übersetzte feurige Schrift „Polens Befreiungswoche“ (franz.: La Grande semaine des Polonais) heraus. 1831 wurde er einer der drei Direktoren der Bank und ging in dieser Stellung zur Vermittlung einer Anleihe nach Deutschland. Er blieb bis zur Erstürmung von Warschau in Frankfurt am Main und ging dann nach Dresden. Dort schrieb er unter Einbeziehung geheimer, von der russischen Regierung in Warschau zurückgelassener Papiere  die Broschüre Coup d’oeil sur l’état politique du royaume de Pologne sous la domination russe. 1832 musste er auf Verlangen des russischen Gesandten Dresden verlassen und begab sich daraufhin mit seiner Gattin, der populären polnischen Autorin Klementyna Hoffmanowa, nach Paris. Dort verfasste er weitere Schriften und zeigte sich als Anhänger des Fürsten Czartoryski. 1848 kehrte er nach Dresden zurück. Er lebte dann längere Zeit in Galizien und starb am 6. Juli 1875 in Blasewitz bei Dresden.
Hoffmanns Hauptwerk ist Historia reform politycznych w dawnej Polsce (Posen 1869). Daneben schrieb er über den westlichen Panslawismus und anderes mehr. Im Gegensatz zu Lelewel betonte er das monarchische Prinzip im alten Polen.

## Werke
- Polens Befreiungswoche oder Beschreibung der Ereignisse in Warschau vom 29. November bis zum 5. December 1830: nebst Manifest des Reichstages des Königreichs Polen. Leipzig: Peeters, 1831.
- La Grande semaine des Polonais, ou Histoire des mémorables journées de la révolution de Varsovie. Traduit du polonais [de K. B. A. Hoffmann], par un Polonais [Wladislaw Plater]. Paris: G.-A. Dentu, 1831.
- La nationalité polonaise détruite: lettre d’un Polonais adressée aux deputés de la France. Paris: Bossange; Heideloff et Campé, 1832.
- Nouvelles de la Pologne, accompagnées de documents officiels : juillet 1831. . Paris: bureau de la ″Revue encyclopédique″, 1832.
- Lettre d'un Polonais [K. B. A. Hoffmann] à MM. les Pairs et les Députés de la France, suivie de deux écrits, savoir : 1. De l'état actuel de la Pologne. 2. Débats de la Chambre des Communes, du 9 juillet 1833, sur la motion de M. R. Fergusson. Paris: impr. de H. Fournier, 1833.
- Coup d'oeil sur l'état politique du royaume de Pologne sous la domination russe pendent les quinze annés de 1815 - 1830; Par un Polonais (Anonym herausgegeben). Paris: Heideloff, 1832
- Dernier mot sur le statut organique imposé à la Pologne le 26 février 1832. 1833.
- Vademecum polski; zbior wiadomości przydatnych Polakom, przez K. A. Hoffmann. Paryż (Paris): w drukarni Maulde i Renou, 1839.
- König Lesczynski als Verbannter, 2 Bde., Leipzig 1866
- Das Studium über den westlichen Panslawismus, Posen 1868
- Historia reform politycznych w dawnej Polsce, Posen 1869; Warszawa: Panstw. Inst. Wydawn., 1988, ISBN 83-06-01430-8.